# Кызылбурун
Кызылбурун (азерб. Qızılburun) — село в Атбулакском административно-территориальном округе Аджикабульского района Азербайджана.

## Этимология
Название происходит от описания местности — слов «кызыл» (красный) и «бурун» (горный выступ).

## История
Входило в состав Кази-Магомедского района. 4 декабря 1959 года Кази-Магомедский район ликвидирован, а село передано в состав Али-Байрамлинского района.
Согласно административному делению 1961 года село Кызылбурун входило в Атбулакский сельсовет Али-Байрамлинского района Азербайджанской ССР. 4 января 1963 года Али-Байрамлинский район упразднен, а села Атбулакского сельсовета, в том числе и Кызылбурун, переданы в состав Сальянского района..
24 апреля 1990 года село передано в состав новообразованного Аджикабульского района.
В 1999 году в Азербайджане была проведена административная реформа и внутри Атбулакского административно-территориального округа был учрежден Атбулакский муниципалитет Аджикабульского района, куда и вошло село.

## География
Кызылбурун расположен на берегу реки Пирсагат.
Село находится в 5 км от села Атбулак, в 30 км от райцентра Аджикабул и в 88 км от Баку. Село расположено вдоль трассы Баку—Алят—Казах—Грузия и железной дорогм Алят-Аджикабул. Ближайшая железнодорожная станция — Атбулак.
Село находится на высоте 14 метров над уровнем моря. Неподалёку расположен пик Кара-Чура (317,6 метров).

## Население
| Численность населения | Численность населения | Численность населения |
| 1987                  | 1999                  | 2009                  |
| --------------------- | --------------------- | --------------------- |
| 940                   | ↗1081                 | ↘1078                 |

Население преимущественно занимается животноводством.

## Климат
| Показатель                                             | Янв. | Фев. | Март | Апр. | Май  | Июнь | Июль | Авг. | Сен. | Окт. | Нояб. | Дек. | Год  |
| ------------------------------------------------------ | ---- | ---- | ---- | ---- | ---- | ---- | ---- | ---- | ---- | ---- | ----- | ---- | ---- |
| Средний суточный максимум, °C                          | 6,8  | 7,1  | 10,5 | 17,8 | 23,7 | 28,6 | 32,0 | 31,5 | 26,9 | 20,2 | 17,0  | 9,2  | 19,3 |
| Средняя температура, °C                                | 3,7  | 4,0  | 6,9  | 13,3 | 18,7 | 23,6 | 26,6 | 26,2 | 22,2 | 16,2 | 13,4  | 5,9  | 15,1 |
| Средний суточный минимум, °C                           | 0,6  | 1,0  | 3,4  | 8,9  | 13,8 | 18,6 | 21,3 | 21,0 | 17,6 | 12,2 | 9,8   | 2,7  | 10,9 |
| Норма осадков, мм                                      | 22   | 23   | 28   | 37   | 24   | 17   | 8    | 8    | 18   | 33   | 30    | 23   | 271  |
| Источник: http://en.climate-data.org/location/992259/6 |      |      |      |      |      |      |      |      |      |      |       |      |      |

Среднегодовая температура воздуха в селе составляет +15,1 °C. В селе полупустынный климат.

## Инфраструктура
В селе расположены медицинский пункт, библиотека.